# Algolagnia

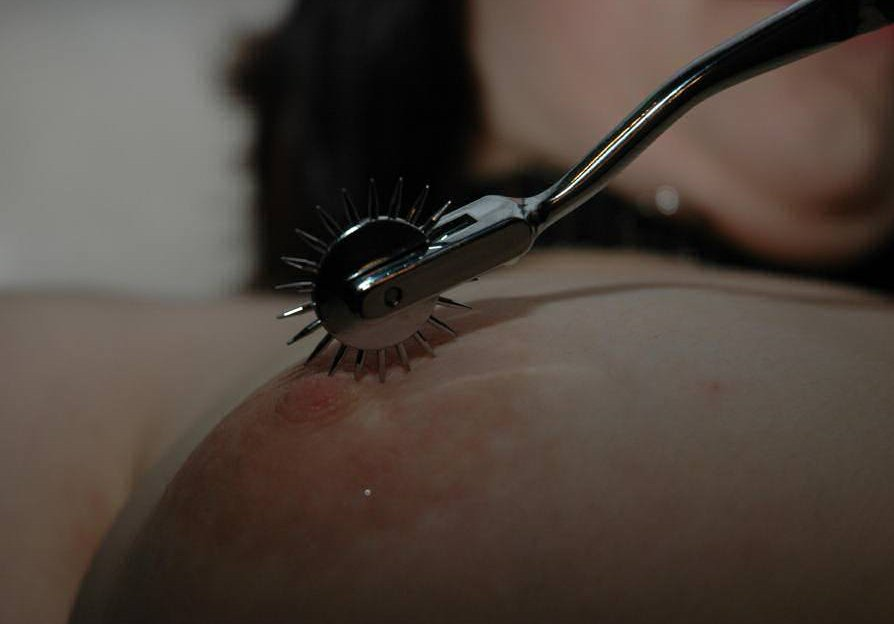
Stimolazione del piacere alla ruota di Wartenberg dell'areola e del capezzolo

L'algolagnia è la parafilia per cui un soggetto prova piacere sessuale mediante il dolore (che può essere a vari livelli di intensità): in questo caso il dolore fisico funziona da stimolo diretto per il raggiungimento dell'orgasmo.
È importante sottolineare che l'algolagnia propriamente detta è sottilmente diversa dal masochismo, anche se i due termini talvolta possono essere usati come sinonimi, in quanto la prima ha meno connotazioni psicologiche del secondo. L'algolagnia propriamente detta è infatti un'attrazione verso il dolore "in sé" - anche autoinflitto - senza che debbano esservi associate sottomissione o umiliazione. 
È altresì associata, in un certo numero di casi, al masochismo in senso stretto ed è quindi possibile considerarla come una sottocategoria peculiare dello stesso, in cui il raggiungimento del piacere sessuale dipende in maniera preponderante dalla sofferenza fisica piuttosto che da quella psicologica.
Generalmente, il masochismo adolescenziale che si manifesta in autoflagellazioni e in automutilazioni rappresenta un tentativo di rifiuto all'attaccamento genitoriale di periodi precedenti e alla loro idealizzazione e viene solitamente attuato da coloro che hanno subito traumi, privazioni durante l'infanzia oppure, in altri casi, da chi vive in un contesto familiare nel quale le difficoltà adolescenziali sono state affrontate come nemici estremamente pericolosi da genitori "assenti" e freddi.
Questo "ritualismo" riesce, abitualmente, a mitigare le ansie e la disperazione del vivere e concede all'interessato la sensazione di "andare avanti" accantonando, piuttosto che scavalcando o esorcizzando, i traumi, spesso di natura sessuale, subiti negli stadi precedenti (infanzia).